# Лінійні кораблі типу «Султан Махмуд»
Лінійні кораблі типу «Султан Махмуд» — тип 84-гарматних вітрильних лінійних кораблів Російської імперії, що будувалися в Миколаєві в період з 1836 по 1845 рік.
Кораблі будувалися для Чорноморського флоту Російської імперії в рамках програми військово-морської експансії, спрямованої проти Великої Британії та Франції, яких Російська імперія розглядала як конкурентів на тлі утвореного вакууму влади в результаті триваючого занепаду Османської імперії. Технічно кораблі були кращі за традиційні 74-гарматні лінійні кораблі, оскільки вдосконалені технології будівництва дали змогу будувати більші та важче озброєні судна, водночас не жертвуючи міцністю корпусу.

## Розробка
До 1820-х років Османська імперія дедалі більше слабшала, особливо після того, як об'єднаний французький, британський і російський флот знищив турецький флот у битві при Наваріно в 1827 році. Вакуум влади в Османській імперії посилив напруженість у відносинах з Великою Британією та Францією за вплив у регіоні, що викликало побоювання Російської імперії щодо конфлікту з двома іншими великими державами. 
У той час британський і французький флоти почали відходити від будування традиційних 74-гарматних лінійних кораблів, оскільки вдосконалені технології будівництва дали змогу проєктувати більші двопалубні кораблі, озброєні 84 гарматами, зберігаючи міцність корпусу 74-гарматних кораблів. В той же час військово-морський флот єгипетського Еялету також почав будувати потужний флот. Щоб підготуватися до очікуваного майбутнього конфлікту за участю британців, французів, єгиптян чи османів, у 1830-х роках Росія розпочала програму розбудови Чорноморського флоту, яка включала дев'ять 84-гарматних кораблів.
На відміну від мілководного Балтійського моря, кораблі, побудовані для Чорного моря, могли розраховувати на більшу осадку, необхідну для більших за розмірами 84-гарматних лінійних кораблів. Після трьох кораблів типу «Імператриця Марія» Російська імперія приступила до створення більш масштабної програми розбудови Чорноморського флоту, результатом якої стали вісім кораблів класу «Султан Махмуд».

### Технічні характеристики

#### Головні розміри

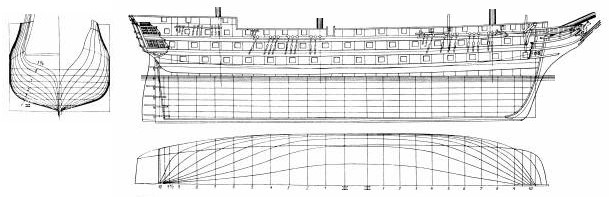
Теоретичне креслення лінійного корабля «Силістрія», що послужив прототипом серії кораблів типу «Султан Махмуд»

Прототипом серії послужив корабель «Силістрія». Кругла корма цих кораблів підвищувала міцність корпусу, в його наборі використовували металеві деталі, а прядив'яні канати замінили на якір-ланцюги.
Головний корабель, «Султан Махмуд», відрізнявся від інших кораблів цього типу носовою частиною корабля, який прикрашало погрудне зображення султана Махмуда II. Фігура виконана в жанрі скульптурного портрета. Махмуд зображений смаглявим чоловіком зі східними рисами обличчя і пишними вусами у смугастій чалмі й темно-синьому мундирі із золотими візерунками. На момент будівництва у присвоєнні судну імені султана в Санкт-Петербурзі вбачали акт дипломатичної ввічливості і головний морський штаб доручив про це повідомити Османську імперію, однак російський уряд не врахував того, що зображення людей за тодішніми законами ісламу не допускалося.
Кораблі типу «Султан Махмуд» дещо відрізнялися за розмірами. Вони мали довжину приблизно від 59,7 до 60,15 метрів, ширину від 15,8 до 16,31 метрів і осадку від 7,21 до 8,1 метрів. Водотонажність становила 3790 тонн. Загальна кількість екіпажу в середньому складала 750 осіб.

#### Озброєння
Кораблі несли озброєння, яке відрізнялося у різних представників класу і змінювалося з часом. «Султан Махмуд» був озброєний батареєю з двадцяти восьми 36-фунтових довгоствольних на нижній гарматній палубі та тридцяти двох 36-фунтових короткоствольних гармат на верхній палубі. Більшість інших кораблів мали на борту ідентичну батарею на нижній і верхній палубах, але з двадцятьма шістьма гарматами на нижній палубі, за винятком «Святослава», який на додаток до двадцяти восьми 36-фунтових гармат мав чотири 68-фунтові гармати Пексана.
На форштевнях і чвертьпалубах кораблів було більше легших гармат — переважно гаубиць і карронад. «Султан Махмуд» мав шість 18-фунтових гармат і шістнадцять 36-фунтових карронад, корабель «Трьох Ієрархів» — таку саму батарею, але з чотирьма додатковими 36-фунтовими карронадами. «Гавриїл» натомість мав шість 18-фунтових гармат, чотирнадцять 36-фунтових, одну 24-фунтову, дві 12-фунтові та дві 8-фунтові карронади.
«Селафиїл» мав майже ідентичну легку батарею з шести 18-фунтових гармат, десяти 36-фунтових, двох 24-фунтових, двох 12-фунтових та двох 8-фунтових карронад, «Уриїл» — на одну 12-фунтову гармату менше. «Варна», «Єгудиїл» та «Святослав» мали майже однакове озброєння: двадцять 24-фунтових гармат, дві 24-фунтові, шість 18-фунтових, дві 12-фунтові та дві 8-фунтові карронади. Відрізнялася кількість 18-фунтових карронад, «Єгудиїл» мав сім таких гармат, «Святослав» — вісім.

## Представники
| Назва            | Будівник                                       | Закладений        | Спущений на воду  |
| ---------------- | ---------------------------------------------- | ----------------- | ----------------- |
| «Султан Махмуд»  | Миколаївське адміралтейство, В. Г. Апостолі    | 1 лютого 1835     | 31 жовтня 1836    |
| «Трьох Ієрархів» | Миколаївське адміралтейство, С. І. Чернявський | 19 листопада 1836 | 28 серпня 1838    |
| «Гавриїл»        | Спаське адміралтейство, О. С. Акімов           | 28 серпня 1838    | 19 листопада 1839 |
| «Селафиїл»       | Спаське адміралтейство, В. Г. Апостолі         | 28 серпня 1838    | 10 липня 1840     |
| «Уриїл»          | Спаське адміралтейство, О. С. Акімов           | 28 серпня 1838    | 31 жовтня 1840    |
| «Варна»          | Миколаївське адміралтейство, І. Д. Воробйов    | 4 жовтня 1838     | 26 липня 1842     |
| «Єгудиїл»        | Спаське адміралтейство, І. С. Дмитрієв         | 21 вересня 1839   | 17 вересня 1843   |
| «Святослав»      | Спаське адміралтейство, І. С. Дмитрієв         | 16 травня 1843    | 7 грудня 1845     |

## Історія служби
Усі вісім кораблів типу «Султан Махмуд» після спуску на воду входили до складу Чорноморського флоту Російської імперії. «Султан Махмуд», «Трьох Ієрархів» і «Гавриїл» брали участь у кампаніях з придушення повстань на Кавказі в східній частині Чорного моря, переважно як військовий транспорт, перекидуючи російську піхоту з Одеси та Севастополя на кавказьке узбережжя.
«Султан Махмуд» брав участь у бомбардуванні Сочі в 1839 році. На початку 1840-х років кораблі, спущені на воду, патрулювали Чорне море і перевозили частини російської армії до Севастополя та Одеси і назад. Всі вісім кораблів були законсервовані в 1846 році і періодично відновлювалися до початку 1850-х років. У 1850 році «Султан Махмуд» через поганий стан був спущений на воду, а «Трьох Ієрархів» розглядався як корабель для перебудови на пароплав, але від цього плану відмовилися через його велику вартість.
У жовтні 1853 року між Російською та Османською імперіями розпочалася Кримська війна. На ранніх етапах конфлікту кораблі, які ще перебували в строю, використовувалися для перевезення російських солдат на Кавказ. Кілька суден мали приєднатися до ескадри П. С. Нахімова, яка брала участь у битві під Сінопом у листопаді, але пошкодження, завдані штормом, змусили їх повернутися в порт для ремонту. Незважаючи на те, що жоден з кораблів типу «Султан Махмуд» не брав участі в знищенні флоту поблизу міста Сіноп, Сінопська битва призвела до їхнього знищення, оскільки провоєнні партії у Великій Британії та Франції використали напад на Сіноп як виправдання для інтервенції на боці Османської імперії. Потужний англо-французький флот увійшов до Чорного моря, а росіяни, які бажали уникнути прямого зіткнення з британськими та французькими військами на користь переговорного врегулювання, відвели Чорноморський флот до Севастополя.
Під час подальшої облоги Севастополя «Султан Махмуд» і «Трьох Ієрархів» були розібрані в 1854 році, оскільки брак коштів через війну не дав можливості їх ремонтувати. Багато членів екіпажів кораблів були відправлені на берег для допомоги в обороні міста, а «Святослав» був переобладнаний на шпиталь. Вцілілі кораблі типу «Султан Махмуд» зрештою були або затоплені там як блокшиви в 1854 році, щоб не допустити британців і французів у гавань, або знищені після поразки Російської імперії в Малаковській битві, щоб запобігти її захопленню.